# Dugi Rat
Dugi Rat és un poble i municipi de Croàcia situat al comtat de Split-Dalmàcia. El seu nom significa 'cap llarg' en croat.